# Comisión Colombiana del Océano
La Comisión Colombiana del Océano est un organisme colombien chargé de conseil, planification et coordination des services du gouvernement colombien en matière de politique national de la mer et des espaces côtiers. Elle est sous la tutelle de la vice-présidence de Colombie.

## Historique
La Comisión Colombiana del Océano est créée en 1969 par le président Carlos Lleras Restrepo via le Décret N°763.
Elle est remaniée en 1981 sous la présidence de Julio Cesar Turbay Ayala via le Décret N°413, en 1983 sous la présidence de Belisario Betancur via le Décret N°415, et enfin le 1er mars 2000 sous la présidence d'Andrés Pastrana Arango via le Décret N°347,.